# 柴田勲
柴田 勲 （しばた いさお、1944年2月8日 - ）は、神奈川県横浜市出身の元プロ野球選手（外野手、投手）・コーチ、解説者・評論家。現在は日本プロ野球名球会理事、巨人OB会顧問。
高校時代は甲子園優勝投手として名を馳せ、読売ジャイアンツに入団後はリードオフマンとして巨人のV9に貢献した。通算579盗塁はNPB歴代3位でセ・リーグ記録。セ・リーグ最多記録となる盗塁王を6回獲得。セ・リーグ初の外野手部門のダイヤモンドグラブ賞（現在のゴールデングラブ賞）を受賞している。

## 経歴

### プロ入りまで
本牧の駄菓子屋しばたの次男として生まれる。小学生時代に当時米軍キャンプの子息らと対戦するために結成されたチームで野球を始め、横浜市立大鳥中学校では野球部で投手を務める。当初は兄の母校の商工高校へ進むつもりだったが、たまたま出場した県大会で好投したことから、その試合の球審を務めていた田丸仁(当時法政二高監督)の勧誘で、法政二高へ進学。
1959年夏の選手権に甲子園初出場。1回戦で西条高に敗退するが、この試合で1年生ながらリリーフとして甲子園初登板を果たす。1年秋には早くもエースナンバーを背負う。同年の秋の県大会は決勝で慶應高に敗退するが、翌1960年夏の甲子園県予選は決勝で慶應高の渡辺泰輔と投げ合い、延長11回の激闘の末に辛勝、夏の選手権への出場を決める。大会では順調に勝ち進み、決勝では石山建一のいた静岡高に3-0で完封勝利、初優勝を飾る。
1961年春の選抜は、決勝で左腕エース松下利夫（明大－四国電力）を擁する高松商を4-0で降し、前年からの夏春連覇を達成する。同年夏の選手権にも出場。準決勝で、これまで甲子園で2勝している因縁の浪商と対決、柴田と尾崎行雄との投手戦となり、延長11回の熱戦の末2－4で敗退した。浪商はこの大会で優勝を飾っている。プロ入りした高校同期に三塁手の是久幸彦、中堅手の的場祐剛（大洋）がおり、後に法大監督をつとめる五明公男も右翼手として出場していた。また1年後輩には後に日本人初のメジャーリーガーとなる村上雅則がいた。投手としては直球と小さいカーブがレパートリーだった。
甲子園優勝投手ということや、甘いマスクもあって人気者であった。

### 現役時代
1961年10月19日に投手として読売ジャイアンツに入団。オープン戦での好投もあり、1年目の開幕から一軍に抜擢され、開幕第2戦に先発。しかし、肩の痛みを抱えていたこともあってか、阪神タイガースの村山実と投げ合うが5回途中までに4点を失い降板、敗戦投手となる。5月3日にも広島カープを相手に先発するが、初回に1安打2四球を与え降板。ファーム調整を命じられる。6月に川上哲治監督から打者転向とスイッチヒッターへの転向を打診されるが拒否。しかし3度目の先発となった8月5日の中日ドラゴンズとの対戦でも長谷川繁雄に本塁打を浴びるなど打ち込まれ、6失点を喫し3回に降板、敗戦投手となる。同年は0勝2敗に終わり「投手失格」の烙印を押された。このため強肩俊足を活かし外野手に転向するとともに、左打ちにも取り組み、日本初のスイッチヒッターとなる。
1963年には5月11日に野手として初スタメンを経験すると、長谷川良平から左打席でプロ初ホームランを記録するなど一番中堅手に定着。打率.258（18位）ながら高木守道に次ぐ43盗塁を記録する。
1965年は4月末に故障欠場、2ヶ月を棒に振るが無事に復活した。この年に巨人は日本シリーズを制覇し、ここから1973年までセ・リーグと日本シリーズの双方でNPB最長の9連覇(V9)を達成することになるが、柴田は長嶋と王に並んで、この全期間を通じて野手のレギュラーポジションを維持した3人の一人となった。
1966年には初の盗塁王を獲得。同年の南海ホークスとの日本シリーズでは、全6試合で23打数13安打7打点2本塁打と活躍、また連続打席出塁の記録も達成。シリーズ最優秀選手賞（MVP）、打撃賞を獲得する。
1967年は打撃にも進化が見られ、打率.287（11位）、本塁打18本と好記録を残し、初のベストナインに選出された。
1968年には前年の五番打者であった高倉照幸が故障の影響もあって不振に陥り先発を外れる。このため首脳陣の意向で、打線のアキレス腱であった五番への定着を図るため、長打力のある「右打ち」に特化する。この年のオールスターゲーム第2戦では鈴木啓示から3点本塁打を放つなど、3安打1盗塁の活躍でMVPを獲得した。しかし同年は自己最多の26本の本塁打を放つが、確実性を欠いたフルスイングから三振が急増、三振も自己最多となってしまい、転じて出塁と盗塁機会も減ったことから盗塁王のタイトルも古葉竹識に奪われるなど、本人も失敗と認める苦しいシーズンだった。
1969年7月3日の対阪神戦では、当時、破竹の勢いを続けていた相手投手江夏豊への苦手意識を払拭する「刺激療法」として、川上監督は1試合のみ「3番・長嶋茂雄、4番・柴田、5番・王貞治」というクリーンナップで4番打者に抜擢し、見事に本塁打を放っている。
1970年には背番号「7」に変更。
「右打席」専念は数年間の打撃低迷の一因となった。
1971年にはスイッチヒッターに戻し打率.282（4位）を記録。
1972年は自己最高の打率.293（6位）を記録する。同1972年には45盗塁を記録して盗塁王を獲得。
1976年の阪急ブレーブスとの日本シリーズでは、第4戦の9回に山口高志から勝利を決める2点本塁打を放つ。日本一はならなかったが27打数11安打5打点2本塁打と気を吐き、シリーズ敢闘賞、打撃賞を受賞した。
1980年にはロイ・ホワイトの入団、松本匡史の台頭もあって出場機会が減少するが、8月7日のヤクルト戦（神宮）で酒井圭一から巨人の生え抜き選手としては4人目の通算2000本安打を達成。翌8日から1番・中堅は松本で柴田はベンチを温めることが多くなり、10月20日の広島とのシーズン最終戦（広島）は久しぶりに高田と1、2番を組む。引退試合ではなかったが、長嶋がV9戦士の2人に花を持たせた試合になった。柴田は一塁内野安打、四球、中飛、左翼線二塁打で迎えた9回の5打席目に右翼席へ勝利を決定付ける7号ソロ本塁打を放つ。
1980年限りで現役引退することを決意していたが、シーズン終了後に辞任した長嶋に代わって新監督に就任した藤田元司から慰留され、1981年もコーチ兼任として現役を続行した。巨人はその年リーグ優勝と日本一を達成した。日本ハムファイターズとの日本シリーズでは第4戦から先発出場。同シリーズでは通算10打数4安打1打点を記録した。この年限りで現役を引退した。
名球会の会員で引退までシーズン3割未達なのは柴田と田中幸雄のみで、打撃の三冠タイトルを獲得していない数少ない選手でもある。
2000試合出場の記録を持ち、出場数そのものは長嶋茂雄よりも上である。

### 引退後
引退後は巨人で二軍打撃兼外野守備コーチ（1982年）、一軍守備・走塁コーチ（1983年 - 1985年）を務めた。実際に引退してコーチに専念する際、年俸は3分の1に減った。当時の球団は外部から連れてくるコーチには契約金を出すが、元々球団にいた人間には1円も出さず、一度球団を離れて監督やコーチで戻ってくる場合は出していた。おかしいと思った柴田はこうした球団の慣例に一石を投じ、藤田が球団に交渉して貰えるようになった。コーチ2年目で一軍に昇格した1983年からは体調の優れない牧野茂に代わり、三塁コーチスボックスに立って2年ぶりのリーグ優勝に貢献したが、王貞治監督時の1984年と1985年はマスコミから「壊れた信号機」と酷評されることが多かった。巨人は1984年、1985年と連続で優勝を逃し、その責任を取る形で堀内恒夫一軍投手コーチと共に退団。
その後はフジテレビ（1986年 - 1995年）・ニッポン放送（1986年 - 1993年）→ラジオ日本（1998年 - ）の野球解説者を務める。また、巨人OBという立場ながら阪神中心のデイリースポーツの評論家を2004年から2006年まで務めた（巨人OBのデイリースポーツ評論家は他にも関本四十四がいる）。1992年にポーカー賭博で松尾雄治などとともに逮捕されるが、釈放後の会見では、ポーカー賭博に対する謝罪会見であるにもかかわらずトランプ柄のセーターを着ていたため話題となった。その後、起訴猶予処分となる。2004年に死去した夫人は広川弘禅・元農林水産大臣の孫。
2008年12月7日、巨人OB会の新副会長に選出された（新会長は王貞治）。2009年12月には前任者である金田正一の退任に伴い、株式会社日本プロ野球名球会の代表取締役社長に就任した（株式会社としての法人は、2011年2月12日の株主総会で解散。2014年12月、巨人OB会の第9代会長に選出された。2019年12月7日、巨人OB会会長を退任し、顧問に就任。

## プレースタイル

### スイッチヒッター
NPBにおけるスイッチヒッターの草分け的存在であると言える。日本プロ野球での通算2000安打達成者の中では、2015年に松井稼頭央が達成するまでは唯一のスイッチヒッターであった。また、奇しくもスイッチヒッターでは安打数一位だったのも松井に抜かれることとなった。194本塁打を記録したパンチ力をもちながらも、左打席での長打力の弱さは度々指摘されており（打席数は左の方が多いにもかかわらず通算の本塁打数は左右で大差がなかった）、左右打席本塁打は1度も記録できなかった。
1968年から、首脳陣から乞われたこともあり、一時的に右打者に専念した。これは、ONに続く5番打者が不在というチームの課題を克服するために、右打席で長打力のある柴田を右打ちに専念させて5番打者として起用したいという首脳陣の意向によるものだった。68年は期待に応え、26本塁打を記録したものの、69年、70年と成績が下降したため、監督の川上哲治に直訴して再びスイッチヒッターに戻った。
スイッチヒッターに最初に挑戦したのは中学時代、メジャーリーグのニューヨーク・ヤンキースで、スイッチヒッターとして活躍していたミッキー・マントルを意識したものだったが、高校入学後、当時の監督だった田丸仁の「右投げのピッチャーが左打席で右肩にデッドボールを受けたら利き腕がダメになる」と助言を受け、プロ入りし、打者転向まで右打ちに専念していた。また、入団から1969年まで背番号「12」を背負っていた。パリーグには、自身と同じく投手から転向し俊足で鳴らした南海の広瀬叔功も「12」の背番号を背負っていたが、柴田は1970年以降引退までミッキー・マントルと同じ背番号「7」を背負うことになる。

### 盗塁
通算盗塁数579はセ・リーグ記録で、NPBの通算でも福本豊、広瀬叔功に次ぐ第3位である。一方で通算盗塁死193も福本と高橋慶彦に次ぐ第3位で、盗塁死の影響を考慮した赤星式盗塁に従うと柴田の順位はNPBで7位、セ・リーグ単独ではこの方式の考案者でもある赤星憲広に次ぐ2位となる。また、下記の通り赤い手袋をトレードマークに盗塁王を6回獲得した。1978年、「34歳で開幕を迎えたシーズンの盗塁王獲得」は現在もセ・リーグ最年長記録である。自己最高は1967年の70盗塁。なお、盗塁は全てサインだったという。

### 得点
上記の通り、1965年から1973年にかけて巨人が達成した9連覇、「V9」の中で柴田はレギュラー野手として出場を続け、特に1番打者や2番打者で出塁した後に3番の王や4番の長嶋の長打で生還する役割を果たしたため、得点数は継続して多くなった。通算1223得点は現在のNPB記録において第14位、巨人の球団記録では王と長嶋に続く第3位となっている。

## 人物

### 赤い手袋
柴田は現役時代、「赤い手袋」をはめてプレーしたことで有名だが、松井秀喜、落合博満など、一部を除き、現在では打者のバッティンググローブ着用は珍しくなくなったが、当時、素手でバットを握る選手が多い中、下記の事情もあって、結果としてバッティンググローブ着用者の先駆けとなる。
これを着用し始めたのは1967年からである。巨人はこの年の春季キャンプとして、ドジャースのベロビーチキャンプに参加。柴田は走塁練習中に手を擦り、バッティング練習が出来なくなった。柴田は隣のゴルフ場に手袋を買いに行ったが、柴田の手に合うものが女性用の赤い手袋しかなかったので、やむを得ずそれを買った。その後ナイトゲームに赤い手袋をつけてプレーし、安打と盗塁を記録した。ナイトゲーム下での緑の芝との赤い手袋が映えているようでカッコイイとチームメイトに言われ、日本でも赤い手袋をしたままバッティングするようになった。
そして、柴田に変わって巨人の中堅手のレギュラーを獲得した松本匡史は柴田にあやかって「青い手袋」を着用し、ここから付いた「青い稲妻」が松本の代名詞として定着した。

### 多摩川ブルース
甲子園での2連続優勝という実績を引っ提げて巨人に入団し、投手としてプロでやっていこうと張り切っていた柴田だったが、プロ初登板となった開幕第2戦では打ち込まれて途中降板し、またその後のピッチングも芳しくなく、柴田は早くも挫折感を味わうことになる。そしてついに投手失格の烙印を押され野手に転向し、二軍生活を味わうことになる。
柴田は「練鑑ブルース」の替え歌「多摩川ブルース」を作ったが、その詞が練習場の多摩川グラウンドで巨人の二軍選手が味わう悲哀をよく表現していると評され、巨人の二軍選手の間で長らく語り継がれていった。

### DH制度に対する考え
セ・リーグへのDH制導入に賛同している一人でもある。

## 交友
1963年の日本公開映画『白い熱球』では、高校生の柴田が甲子園で投げている映像が使われている。同作に主演した千葉真一は、実際に超満員の甲子園で投球するシーンを撮影できなかったため、柴田のニュース映像を買い、千葉がマウンドで振りかぶって投げに入る瞬間、カメラが引き、その映像に切り替わっていると製作事情を述べている。後年、千葉は柴田にこの経緯を話すと、柴田は知らなかったので驚いたが、間接的にとはいえ、千葉と共演できたことを喜んでいた。
現役時代には歌手の伊東ゆかりとの交際が幾度となく噂されており、そのため柴田が打席に入ると、相手チームの応援団が柴田を揶揄する意味で、伊東の代表曲である「小指の想い出」を演奏するシーンが頻繁に見られた。野村克也もささやき戦術で柴田に向けて歌ったというが、柴田は「野村のささやきを発憤材料にし立ち向かっていった」と、野村死去後にデイリー新潮のコラムで述べている。また、甲子園で優勝した後、デビュー間もない吉永小百合からファンレターをもらったことがあると言われていたが、真相は逆で柴田の方から吉永へファンレターを送ったと週刊ベースボールの取材で述べている。
　
後に柴田が明らかにしたところによれば、本当に伊東と1970年頃に交際していた時期があり、一時は当時巨人のヘッドコーチだった牧野茂を仲人として結婚する話まで進んでいたという。しかし当時トップアイドルだった伊東が結婚により収入を減らすことを恐れた伊東の両親が結婚に猛反対したためこの話は流れ、結局交際は自然消滅してしまった。しかし現在でも交流は続いているという。ちなみに二人は映画「ミスター・ジャイアンツ 勝利の旗」で共演している。

## 詳細情報

### 年度別打撃成績
| 年 度      | 球 団      | 試 合 | 打 席 | 打 数 | 得 点 | 安 打 | 二 塁 打 | 三 塁 打 | 本 塁 打 | 塁 打 | 打 点 | 盗 塁 | 盗 塁 死 | 犠 打 | 犠 飛 | 四 球 | 敬 遠 | 死 球 | 三 振 | 併 殺 打 | 打 率 | 出 塁 率 | 長 打 率 | O P S |
| ---------- | ---------- | ----- | ----- | ----- | ----- | ----- | -------- | -------- | -------- | ----- | ----- | ----- | -------- | ----- | ----- | ----- | ----- | ----- | ----- | -------- | ----- | -------- | -------- | ----- |
| 1962       | 巨人       | 8     | 4     | 4     | 0     | 1     | 0        | 0        | 0        | 1     | 0     | 0     | 0        | 0     | 0     | 0     | 0     | 0     | 3     | 0        | .250  | .250     | .250     | .500  |
| 1963       | 巨人       | 126   | 466   | 415   | 72    | 107   | 9        | 3        | 7        | 143   | 27    | 43    | 14       | 1     | 2     | 44    | 0     | 4     | 71    | 2        | .258  | .333     | .345     | .678  |
| 1964       | 巨人       | 134   | 566   | 495   | 86    | 125   | 20       | 6        | 15       | 202   | 40    | 50    | 11       | 2     | 0     | 68    | 0     | 1     | 77    | 4        | .253  | .344     | .408     | .752  |
| 1965       | 巨人       | 92    | 356   | 309   | 47    | 74    | 8        | 0        | 8        | 106   | 26    | 26    | 6        | 6     | 4     | 37    | 0     | 0     | 48    | 2        | .239  | .317     | .343     | .661  |
| 1966       | 巨人       | 114   | 481   | 406   | 72    | 102   | 14       | 3        | 7        | 143   | 25    | 46    | 13       | 5     | 1     | 65    | 0     | 4     | 66    | 4        | .251  | .359     | .352     | .711  |
| 1967       | 巨人       | 126   | 541   | 470   | 88    | 135   | 15       | 2        | 18       | 208   | 50    | 70    | 13       | 1     | 3     | 64    | 0     | 3     | 70    | 3        | .287  | .374     | .443     | .817  |
| 1968       | 巨人       | 130   | 523   | 473   | 79    | 122   | 28       | 6        | 26       | 240   | 86    | 37    | 10       | 5     | 5     | 40    | 1     | 0     | 106   | 7        | .258  | .313     | .507     | .820  |
| 1969       | 巨人       | 111   | 394   | 349   | 44    | 80    | 15       | 1        | 9        | 124   | 32    | 35    | 10       | 4     | 0     | 36    | 3     | 5     | 67    | 7        | .229  | .310     | .355     | .666  |
| 1970       | 巨人       | 128   | 387   | 355   | 34    | 91    | 11       | 2        | 9        | 133   | 40    | 22    | 16       | 8     | 0     | 23    | 0     | 1     | 60    | 6        | .256  | .303     | .375     | .678  |
| 1971       | 巨人       | 119   | 490   | 436   | 55    | 123   | 23       | 3        | 3        | 161   | 32    | 35    | 20       | 4     | 2     | 46    | 0     | 2     | 43    | 8        | .282  | .352     | .369     | .721  |
| 1972       | 巨人       | 128   | 538   | 454   | 88    | 133   | 12       | 8        | 6        | 179   | 28    | 45    | 19       | 6     | 2     | 73    | 1     | 3     | 48    | 4        | .293  | .393     | .394     | .787  |
| 1973       | 巨人       | 125   | 552   | 495   | 81    | 137   | 17       | 6        | 6        | 184   | 34    | 24    | 11       | 2     | 3     | 51    | 1     | 1     | 68    | 2        | .277  | .344     | .372     | .715  |
| 1974       | 巨人       | 128   | 500   | 448   | 67    | 123   | 14       | 2        | 12       | 177   | 50    | 13    | 9        | 5     | 2     | 44    | 0     | 1     | 64    | 9        | .275  | .339     | .395     | .734  |
| 1975       | 巨人       | 126   | 517   | 450   | 73    | 118   | 13       | 4        | 10       | 169   | 45    | 24    | 10       | 0     | 2     | 59    | 1     | 6     | 48    | 3        | .262  | .354     | .376     | .730  |
| 1976       | 巨人       | 121   | 454   | 395   | 69    | 112   | 24       | 1        | 10       | 168   | 36    | 20    | 6        | 3     | 3     | 47    | 3     | 6     | 45    | 1        | .284  | .366     | .425     | .791  |
| 1977       | 巨人       | 127   | 565   | 506   | 94    | 145   | 24       | 7        | 18       | 237   | 52    | 34    | 5        | 2     | 3     | 51    | 0     | 3     | 50    | 5        | .287  | .353     | .468     | .822  |
| 1978       | 巨人       | 125   | 542   | 459   | 90    | 134   | 32       | 6        | 13       | 217   | 50    | 34    | 8        | 1     | 2     | 76    | 1     | 4     | 59    | 5        | .292  | .396     | .473     | .868  |
| 1979       | 巨人       | 114   | 449   | 395   | 53    | 95    | 18       | 1        | 9        | 142   | 33    | 10    | 9        | 4     | 0     | 47    | 3     | 3     | 59    | 3        | .241  | .326     | .359     | .685  |
| 1980       | 巨人       | 86    | 247   | 213   | 28    | 53    | 7        | 1        | 7        | 83    | 18    | 10    | 2        | 0     | 1     | 32    | 1     | 1     | 27    | 2        | .249  | .348     | .390     | .738  |
| 1981       | 巨人       | 40    | 47    | 43    | 3     | 8     | 1        | 0        | 1        | 12    | 4     | 1     | 1        | 0     | 1     | 3     | 0     | 0     | 8     | 1        | .186  | .234     | .279     | .513  |
| 通算：20年 | 通算：20年 | 2208  | 8619  | 7570  | 1223  | 2018  | 305      | 62       | 194      | 3029  | 708   | 579   | 193      | 59    | 36    | 906   | 15    | 48    | 1087  | 78       | .267  | .347     | .400     | .747  |

- 各年度の太字はリーグ最高

### 年度別投手成績
| 年 度     | 球 団     | 登 板 | 先 発 | 完 投 | 完 封 | 無 四 球 | 勝 利 | 敗 戦 | セ 丨 ブ | ホ 丨 ル ド | 勝 率 | 打 者 | 投 球 回 | 被 安 打 | 被 本 塁 打 | 与 四 球 | 敬 遠 | 与 死 球 | 奪 三 振 | 暴 投 | ボ 丨 ク | 失 点 | 自 責 点 | 防 御 率 | W H I P |
| --------- | --------- | ----- | ----- | ----- | ----- | -------- | ----- | ----- | -------- | ----------- | ----- | ----- | -------- | -------- | ----------- | -------- | ----- | -------- | -------- | ----- | -------- | ----- | -------- | -------- | ------- |
| 1962      | 巨人      | 6     | 3     | 0     | 0     | 0        | 0     | 2     | --       | --          | .000  | 53    | 11.0     | 16       | 5           | 4        | 0     | 1        | 9        | 0     | 0        | 12    | 12       | 9.82     | 1.82    |
| 通算：1年 | 通算：1年 | 6     | 3     | 0     | 0     | 0        | 0     | 2     | --       | --          | .000  | 53    | 11.0     | 16       | 5           | 4        | 0     | 1        | 9        | 0     | 0        | 12    | 12       | 9.82     | 1.82    |

### タイトル
- 盗塁王：6回 （1966年、1967年、1969年、1972年、1977年、1978年）※6回はセ・リーグ記録、5年のブランク受賞は同賞史上最長タイ（他に河野旭輝、高橋慶彦、石井琢朗）

### 表彰
- ベストナイン：4回 （1967年、1971年 - 1973年）
- ダイヤモンドグラブ賞：5回 （1972年 - 1974年、1976年、1977年）※1972年は高田繁、山本浩二と共に外野手部門でのセ・リーグ史上初の受賞[4]
- 日本シリーズMVP：1回 （1966年）
- 日本シリーズ敢闘賞：1回 （1976年）
- 日本シリーズ打撃賞：2回 （1966年、1976年）
- 日本シリーズ優秀選手賞：1回 （1968年）
- オールスターゲームMVP：1回 （1968年 第2戦）

### 記録
初記録
- 初出場・初登板・初先発登板：1962年4月8日、対阪神タイガース2回戦（後楽園球場）、4回2/3を4失点で敗戦投手
- 初打席：同上、2回裏に村山実の前に三振
- 初安打：1962年7月19日、対中日ドラゴンズ17回戦（後楽園球場）、2回裏に権藤博から単打
- 初盗塁：1963年4月17日、対広島カープ2回戦（広島市民球場）、9回表に坂崎一彦の代走として出場し二盗（投手：長谷川良平、捕手：川原政数）
- 野手として初先発出場：1963年5月11日、対国鉄スワローズ3回戦（後楽園球場）、1番・中堅手で先発出場
- 初本塁打：1963年5月25日、対広島カープ6回戦（広島市民球場）、4回表に長谷川良平から

節目の記録
- 1000試合出場：1971年5月23日、対大洋ホエールズ6回戦（川崎球場） ※史上150人目
- 2000安打：1980年8月7日、対ヤクルトスワローズ17回戦（明治神宮野球場）、4回表に酒井圭一から単打[32] ※史上13人目
- 500盗塁：1977年5月3日、対大洋ホエールズ4回戦（後楽園球場） ※史上3人目、セ・リーグ初
- 550盗塁：1978年8月13日、対横浜大洋ホエールズ21回戦（後楽園球場） ※史上3人目、セ・リーグ初

その他の記録
- オールスターゲーム出場：12回 （1963年 - 1968年、1970年、1971年、1973年、1974年、1977年、1978年）

### 背番号
- 12 （1962年 - 1969年）
- 7 （1970年 - 1981年）
- 77 （1982年 - 1985年）

## 関連情報

### 現在の出演番組
- ラジオ日本ジャイアンツナイター

### 過去の出演番組
- BASEBALL SPECIAL〜野球道〜 - かつてフジテレビ解説者として出演していた中継の現行統一タイトル
- プロ野球ニュース
- ニッポン放送ショウアップナイター
- 爆笑問題日曜サンデー（TBSラジオ、2021年9月12日) - ここは赤坂応接間
- プロ野球 レジェン堂（2024年4月9日、BSフジ)[33]

### CM出演
- アール・エフ（主に健康食品を販売する会社で、柴田は同社の顧問も勤めている）
- ペプシコーラ（現役時代に出演）